# Valentín Carderera
Valentín Carderera y Solano (Huesca, 14 febbraio 1796 – Madrid, 25 marzo 1880) è stato un pittore e storico dell'arte spagnolo.
Studioso erudito e collezionista, fu nominato pittore onorario di corte di Spagna durante il regno di Isabella II.

## Biografia
Frequentò l'Università Sertoriana di Huesca dove studiò filosofia poi, grazie al mecenatismo di José Rebolledo de Palafox, studiò disegno a Saragozza con Buenaventura Salesa e pittura a Madrid presso la Real Academia de Bellas Artes de San Fernando dove ebbe come insegnanti Mariano Salvador Maella e José de Madrazo. Nel 1822 vinse una borsa di studio per studiare a Roma messa in palio dal Duca di Villahermosa, José Antonio de Aragón Azlor. Rimase in Italia fino al 1831, viaggiando molto e creando schizzi e acquerelli.
Rientrato in Spagna nel 1836, fu incaricato di fare un inventario delle opere d'arte nazionalizzate ai conventi soppressi in Castiglia. Dal 1838 fu membro del Consiglio del Museo Reale di Pittura e Scultura. Fu anche membro della Real Academia de Bellas Artes de San Fernando, dove insegnò storia dell'arte e dal 1843 tenne una cattedra alla Real Academia de la Historia. Nel 1873 aiutò a fondare il Museo de Huesca, donando dipinti della propria collezione.
Le sue opere più familiari sono ritratti di spagnoli famosi nella storia, raccolti insieme in un'ampia antologia chiamata Iconografía Española (1855, ampliata nel 1864), che costituisce la sua magnum opus. Per sostenere i costi di pubblicazione, dovette vendere la sua collezione di disegni e stampe alla Biblioteca nazionale di Spagna.
Come scrittore egli contribuì anche con saggi su soggetti culturali al El Artista, settimanale di pittura spagnolo, alla rivista illustrata El Museo Universal e alla pubblicazione francese Gazette des Beaux-Arts.
Nel 1866, diede alle stampe la prima edizione del Discursos practicables del nobilísimo arte de la pintura, scritto nel 1675 da Jusepe Martínez.
Come collezionista fu particolarmente affezionato ai disegni e alle incisioni di Francisco Goya, delle quali possedeva un'ampia collezione. Nel 1835 scrisse la prima consistente biografia di Goya, che fu pubblicata nella rivista El Artista.

## Scritti
- Catálogo y descripción sumaria de retratos antiguos... coleccionados por D. Valentin Carderera y Solano, M. Tello, 1877.
- Iconografía española : Colección de retratos, estaluas, mausoleos y demás monumentos inéditos de reyes, reinas, grandes capitanes, escritores, etc. desde el siglo XI hasta el XVII, copiados de los originales por... Valentin Carderera y Solano... con texto biográfico y descriptivo, en español y francés, in due volumi, R. Campuzano, 1855-1864.
- Informe sobre los retratos de Cristobal Colon, su trage y escudo de armas. Leído á la real Academia de la historia, por su autor Don Valentin Carderera, Imprenta de la Real Academia de la Historia, 1851;  Testo completo on line, @ Google Books.